# 山ねずみロッキーチャック
『山ねずみロッキーチャック』（やまねずみロッキーチャック、英題：『Fables of the Green Forest』）は、1973年1月7日から12月30日まで、フジテレビ系列で毎週日曜19:30 - 20:00（JST）に全52話が放送された、ズイヨー映像制作のテレビアニメ作品。「カルピスまんが劇場」の第5作目に当たる。

## 概要
原作はアメリカの作家ソーントン・バージェスの子供向け連作動物物語『バージェス・アニマル・ブックス』。ストーリーを統一するため、ウッドチャックのジョニー・チャックをロッキーチャックと名前を変えて物語全編の主人公格に据え、ロッキーチャックの生活を通して動物の生態を描く方針がとられている。また当時の新聞に掲載された記事では、視聴者に、自然に対する興味と友情を番組を通して教えていきたいとされている。
それまで企画制作として、カルピスまんが劇場に携わってきた瑞鷹エンタープライズであるが、本作品からは前年に設立された子会社・ズイヨー映像（日本アニメーションの事実上の前身）が担当する形で、アニメーションの実制作も一括して手掛けるようになった。この制作体制はその後『フランダースの犬』（1975年）の第26話まで継続されることとなる。
オープニングキャッチ部分は、1971年放送の『アンデルセン物語』と同様に動画が使用されており、同作品では「カルピスまんが劇場」のタイトルがズームアウトするという演出が用いられていたのに対し、本作品では逆にズームインするという演出とされている。

### 特徴
ロッキーを始め、作中に登場する擬人化された動物達は、いずれもベストや帽子など何かしら衣服類を身に着けている。此れは、ソーントン・バージェス原作の絵本と同じである。出てくるキャラクターの名称も此れに準じて名付けられて居る。キャラクターデザインも絵本を元に造られている。森にはキツネのレッドとその祖母のグラニーばあさん、コヨーテのだんななど、肉食の動物も住んでいるが、シリーズ全体を通じて、動物同士の本気の捕食シーンは描かれていない。一方で、主要キャラクターが卵を食べているシーンは頻繁に描かれ、かぶと虫や魚、蜂蜜の捕食シーンはごく普通に見られる。
コミュニケーションに関しては、森の動物同士は基本的に共通言語を用いているが、犬のバウザーや猫のブラックなど、牧場の人間に飼われている動物たちは、いわゆる動物語を話さない存在として描かれているなど、同じ動物でも環境に合わせて描写の差別化が図られている。人間たちの言語は音声で表現されているが、その意味も、森の動物たちには理解できないものとして扱われている。
作中には動物たち以外にも、赤白の横縞シャツを着たトム少年をはじめとした人間も登場するが、大抵は動物達の敵として描かれ、多くのエピソードでは顔が描かれていない。ただしトムは、いくつかのエピソードでワナにかかった森の動物をペットとしてかわいがったり、ハンターを非難したりするなど、動物寄りのキャラクターとして描かれている。
当初、主人公ロッキーとガールフレンドのポリーは一つの巣穴に同居しているものとして描かれていたが、途中からロッキーの家はひとり住まいの家として扱われるようになった。

## ストーリー
家族と離れ、緑が森に来た山ねずみの男の子ロッキーチャック（ロッキー）と、ロッキーのガールフレンドのポリー達の生活を描いた物語。ロッキーが冤罪で森を追い出されそうになったり、ビーバーのダム建設をめぐって水利権でもめたりとシリアスな話が多く、度々人間との軋轢が描かれる。

## 声の出演
- ロッキーチャック - 山賀裕二（劇団こまどり）
- ポリー - 増山江威子
- うさぎのピーター - 永井一郎
- かけすのサミー - 八代駿
- リスのチャタラー - 田の中勇
- きつねのレッド - 富山敬
- グラニーばあさん - 麻生美代子、公卿敬子
- くまのバスター - 富田耕生
- ふくろねずみのビリーおじさん - 千葉順二
- ビリーのおかみさん、コヨーテぼうや、クック（ロッキーの兄弟）、トム少年 - 友近恵子
- じいさま蛙 - 加茂喜久、田村錦人
- ひき蛙のじいさま - 千葉耕市
- へびのグリーン - 中江真司
- かわうそのジョー - 山田康雄
- テンのハリー - 肝付兼太
- あらいぐまのボビー - はせさん治
- スカンクのジミー - 加藤修（後の加藤治）、山田康雄
- いじわるいたち - 滝口順平
- タカのしろあし、タカのあかしっぽ - 辻村真人
- きつつきのノック - 肝付兼太、藤城裕士
- うずらのボブ 、カモのクワックパパ- 矢田耕司
- ボブのかみさん、ロッキーママ - 瀬能礼子
- マイク - 丸山裕子
- うずらのこども - 吉田理保子
- ビーバーのパティー - 市川治
- じゃこうねずみのジェリー、 ものまね鳥(マネツグミ)のモッカー、小鳥のおじさん- 大竹宏
- やまあらしのプリックリー - 嶋俊介
- カモのクワックおくさん - 中西妙子
- カラスのブラッキー - 峰恵研、山下啓介
- 小鳥のジェニー - 山岡葉子、松金よね子
- のすりのおやじ - 福島靖夫
- コンドルおやじ - 大塚周夫
- コンドルおくさん - 沼波輝枝
- 野うさぎのジャンプ、しじゅうからのトミー - 神谷明
- 野ねずみダニー - 野沢雅子
- アナグマのディガー - 池水通洋
- コヨーテおやじ - 原田一夫
- コヨーテぼうやの父 - 山田俊司
- コヨーテぼうやの母 - 牧野和子
- 青さぎのロングレッグ - 田村錦人
- ロッキーパパ、トムの父 - 北村弘一
- キッキ（ロッキーの兄弟） - 山岡葉子
- つばめのスキマー - 井上真樹夫
- おおやまねずみ - 北山年夫
- シマリスのチップ-松金よね子
- 猟師- 峰恵研
- そよ風のおねえさん（そよ風さん） - 吉田理保子、千々松幸子
- ナレーション - 麻生美代子

## スタッフ
- 原作 - ソーントン・バージェス（「動物ものがたり」より）
- 企画 - 瑞鷹エンタープライズ
- 制作 - フジテレビ、ズイヨー映像
- プロデューサー - 高橋茂人、西崎義展[注釈 2]
- 担当プロデューサー - 中島順三
- 制作デスク - 佐藤昭司
- 監修 - 古賀忠道
- 構成 - 丹野雄二
- 演出・監督 - 遠藤政治
- 音楽 - 宇野誠一郎
- 原画 - 谷口守泰
- キャラクターデザイン・作画監督 - 森やすじ
- 作画監督 - 坂井俊一
- 作画 - 桜井美千代
- 背景 - ムクオスタジオ、アトリエローク
- 美術監督 - 伊藤主計
- 撮影 - トランス・アーツ
- 撮影監督 - 黒木敬
- 編集 - 瀬山武司
- 現像 - 東洋現像所
- 音響効果 - 藤田信夫
- 録音 - 東北新社、東京スタジオセンター（熊谷良兵衛）
- 録音監督 - 田代敦巳

## 主題歌

### EP
オープニングテーマ - 「緑の陽だまり」
作詞 - 中山千夏 / 作曲・編曲 - 宇野誠一郎 / 歌 - ミッチーとチャタラーズ（堀江美都子、佐野裕一、太田敏之、天笠勇史）
エンディングテーマ - 「ロッキーとポリー」
作詞 - 山元護久 / 作曲・編曲 - 宇野誠一郎 / 歌 - ミッチーとチャタラーズ
「ミッチー」とは堀江美都子であり、チャタラーズは佐野裕一、太田敏之、天笠勇史による臨時の男性グループ。『堀江美都子 歌のあゆみ1』の資料には、チャタラーズの3人組は「杉並児童合唱団OBの男の子三人に協力してもらって」という堀江美都子の談話が掲載されている。又、このCDの解説書や、放送当時発売されたLPに写真が掲載されている。
エンディングの映像は2種類(1話-35話(静止画)、36話-52話)ある。
1973年、日本コロムビアより発売（型番 SCS-188）。この他1994年にバンプレストが、プライズゲーム用の景品CD『とるとる愛テム CDアニメ探偵団』シリーズの1作としてCDをプレスしている。

### LP
収録曲
1. 緑の陽だまり
2. 毛
3. けっけけっけ
4. 何ていうのかな
5. いい感じ
6. 腹ヘリのタンゴ
7. とろろん
8. お願いおせーて
9. つくづく
10. あれ
11. 涙
12. よかった

作詞 - 中山千夏。 / 作曲・編曲 - 宇野誠一郎 / 歌 - ミッチーとチャタラーズ
中山千夏が作詞していない「ロッキーとポリー」は収録されなかった。
1973年7月、日本コロムビアより発売（型番 KKS-4075）。

### CD
LPの収録曲12曲に加え、「ロッキーとポリー」、オープニングとエンディングのTV放送用音源を収録した全15曲。
1996年3月6日、東芝EMIから「懐かしのミュージック・クリップ」シリーズの1枚として発売（型番 TOCT-9357）。

## 各話リスト
| 話数 | サブタイトル                 | 脚本       | 演出         | 作画監督   | 放送日       |
| ---- | ---------------------------- | ---------- | ------------ | ---------- | ------------ |
| 1    | 緑が森に春がきた             | 久保田圭司 | 斎藤博       | 岡迫亘弘   | 1973年1月7日 |
| 2    | 森がぼくを呼んでいる         | 久保田圭司 | 平田敏夫     | 岡迫亘弘   | 1月14日      |
| 3    | ロッキーとポリー             | 久保田圭司 | 斎藤博       | 岡迫亘弘   | 1月21日      |
| 4    | 森のおおきな足あと           | 久保田圭司 | 平田敏夫     | 岡迫亘弘   | 1月28日      |
| 5    | ざわざわ川のひと騒動         | 重森孝子   | 斎藤博       | 岡迫亘弘   | 2月5日       |
| 6    | ポプラの丘の怪物             | 重森孝子   | 斎藤博       | 岡迫亘弘   | 2月12日      |
| 7    | いたずらチャタラー           | 金子裕     | 平田敏夫     | 岡迫亘弘   | 2月19日      |
| 8    | ビーバーが森にやってきた     | 久保田圭司 | 斎藤博       | 岡迫亘弘   | 2月26日      |
| 9    | いじわる四人組               | 久保田圭司 | 平田敏夫     | 岡迫亘弘   | 3月5日       |
| 10   | うずらのボブ                 | 金子裕     | 斎藤博       | 岡迫亘弘   | 3月12日      |
| 11   | かけすのサミーのしかえし     | 金子裕     | 斎藤博       | 岡迫亘弘   | 3月19日      |
| 12   | ロッキーの楽しい家           | 森光       | 斎藤博       | もりやすじ | 3月26日      |
| 13   | きつねのレッドの大失敗       | 森光       | 斎藤博       | もりやすじ | 4月2日       |
| 14   | いばらやしきのピーターうさぎ | 森光       | 斎藤博       | もりやすじ | 4月9日       |
| 15   | 森のみんながきらいなもの     | 森光       | 斎藤博       | もりやすじ | 4月16日      |
| 16   | ボビーは森へかえりたい       | 久保田圭司 | 斎藤博       | もりやすじ | 4月23日      |
| 17   | パディーは敗けない           | 久保田圭司 | 斎藤博       | もりやすじ | 4月30日      |
| 18   | カモのクワックおくさん       | 吉田義昭   | 斎藤博       | もりやすじ | 5月7日       |
| 19   | うるわしい仲間たち           | 吉田義昭   | 斎藤博       | もりやすじ | 5月14日      |
| 20   | グラニーばあさんとレッド     | 山中博     | 富野喜幸     | もりやすじ | 5月21日      |
| 21   | 森の眠りを覚ます声           | 金子裕     | 平田敏夫     | もりやすじ | 5月28日      |
| 22   | ものまね鳥のモッカー         | 金子裕     | 平田敏夫     | もりやすじ | 6月4日       |
| 23   | バスターは森の英雄           | 久保田圭司 | 山崎修二     | もりやすじ | 6月11日      |
| 24   | みどりが森・危機一髪         | 雨宮雄児   | 山崎修二     | もりやすじ | 6月18日      |
| 25   | スカンクジミーが大変         | 久保田圭司 | 黒田昌郎     | もりやすじ | 6月25日      |
| 26   | 麦わら帽子にゃかなわない     | 吉田義昭   | 平田敏夫     | もりやすじ | 7月1日       |
| 27   | 森へ来た黒い大きな烏         | 吉田義昭   | 斎藤博       | もりやすじ | 7月8日       |
| 28   | コンドルおやじの秘密         | 吉田義昭   | 山崎修二     | もりやすじ | 7月15日      |
| 29   | レッドのお留守番             | 大川久男   | ひこねのりお | もりやすじ | 7月22日      |
| 30   | コヨーテは森一番のりこうもの | 大川久男   | ひこねのりお | もりやすじ | 7月29日      |
| 31   | 青さぎのロングレッグ         | 吉田義昭   | 富野喜幸     | もりやすじ | 8月5日       |
| 32   | マスクラットのジェリー       | 吉田義昭   | 山崎修二     | もりやすじ | 8月12日      |
| 33   | あらいぐまボビーの失敗       | 大川久男   | 斎藤博       | もりやすじ | 8月19日      |
| 34   | じいさまがえるの旅           | 大川久男   | 平田敏夫     | もりやすじ | 8月26日      |
| 35   | グラニーばあさんとコヨーテ   | 大川久男   | ひこねのりお | もりやすじ | 9月2日       |
| 36   | 野ねずみダニーの冒険         | 日高郁子   | 山崎修二     | もりやすじ | 9月9日       |
| 37   | みどりが森のまいご           | 吉田義昭   | 山崎修二     | もりやすじ | 9月16日      |
| 38   | 子ぎつねレッドと羊           | 吉田義昭   | 平田敏夫     | もりやすじ | 9月23日      |
| 39   | がんばれチャタラー           | 大川久男   | ひこねのりお | もりやすじ | 9月30日      |
| 40   | ロッキーの冒険               | 吉田義昭   | 森光         | もりやすじ | 10月7日      |
| 41   | ビリーおじさん後悔する       | 吉田義昭   | 富野喜幸     | もりやすじ | 10月14日     |
| 42   | つかまったリスのチャタラー   | 大川久男   | 山崎修二     | もりやすじ | 10月21日     |
| 43   | ピーターうさぎ名前を変える   | 日高郁子   | 黒田昌郎     | もりやすじ | 10月28日     |
| 44   | トムとうずらのボブ           | 大川久男   | 平田敏夫     | もりやすじ | 11月4日      |
| 45   | 月夜のパーティーの大事件     | 吉田義昭   | 富野喜幸     | もりやすじ | 11月11日     |
| 46   | かけすのサミーはスマートだ   | 大川久男   | ひこねのりお | もりやすじ | 11月18日     |
| 47   | バスターのおきみやげ         | 日高郁子   | 黒田昌郎     | もりやすじ | 11月25日     |
| 48   | まねっこピーター             | 山崎修二   | 黒田昌郎     | もりやすじ | 12月2日      |
| 49   | 雪の中のダニー               | 日高郁子   | 富野喜幸     | もりやすじ | 12月9日      |
| 50   | ピーターうさぎと桃の木       | 斎藤博     | 山崎修二     | もりやすじ | 12月16日     |
| 51   | もうひとつの足跡は誰だ       | 大川久男   | 山崎修二     | もりやすじ | 12月23日     |
| 52   | ロッキーたちは冬ごもり       | 大川久男   | 根来昭       | もりやすじ | 12月30日     |

## 放送局
- フジテレビ（制作局）：日曜 19:30 - 20:00
- 北海道文化放送：日曜 19:30 - 20:00[6]
- 青森放送：月曜 18:00 - 18:30（1973年3月まで）→ 月曜 17:55 - 18:25（1973年4月より）[7]
- 岩手放送：月曜 18:00 - 18:30[8]
- 秋田テレビ：日曜 19:30 - 20:00[9]
- 山形テレビ：日曜 19:30 - 20:00[9]
- 仙台放送：日曜 19:30 - 20:00[10]
- 福島テレビ：日曜 9:00 - 9:30（第12話まで）→ 土曜 18:00 - 18:30（第13話から）[11]
- 富山テレビ：日曜 19:30 - 20:00[12]
- 石川テレビ：日曜 19:30 - 20:00[12]
- 福井テレビ：日曜 19:30 - 20:00[12]
- 長野放送　:日曜19:30－20:00
- テレビ静岡：日曜19:30-20:00
- 東海テレビ：日曜19:30－20:00
- 関西テレビ：日曜19:30-20:00
- 山陰中央テレビ：日曜19:30-20:00
- 岡山放送：日曜19:30-20：00
- 西日本放送：月曜 18:00 - 18:30
- 広島テレビ：土曜 18:00 - 18:30
- 山口放送：月曜 18:00 - 18:30
- 愛媛放送：日曜19：30-20：00
- テレビ西日本：日曜19:30-20:00
- サガテレビ：日曜19:30-20:00
- テレビ長崎：水曜 19:00 - 19:30
- テレビ熊本：日曜 18:00 - 18:30
- テレビ宮崎：水曜19:00-19:30
- 鹿児島テレビ：日曜 19:00 - 19:30[13]
- 沖縄テレビ：日曜19:30-20:00

## 映画
『山ねずみロッキーチャック』
第3話「ロッキーとポリー」のブローアップ版。1973年8月1日公開の東宝チャンピオンまつりで上映された。上映時間は25分。
『山ねずみロッキーチャック がんばれチャタラー』
第39話のブローアップ版。1973年12月20日公開の東宝チャンピオンまつりで上映された。上映時間は25分。

## 書籍
- バージェス・アニマル・ブックス（金の星社）

## 映像ソフト
いずれも発売元はベストフィールド。
- DVD-BOXは、2011年11月5日から12月21日にかけて全2巻（各巻4枚組、26話収録）が発売された。35ミリネガフィルムよりHDネガテレシネを行い、HDデジタルリマスターを作成したデジタルリマスター版である。これまで再放送、ビデオ化ではカットされていた「カルピスまんが劇場」の冠映像や、オープニング、本編、予告編、エンディングのすべてを収録した完全版となっている。
- Bru-rayは2019年4月26日に全1巻（2枚組）が発売された。DVD-BOXとは異なり、全52話を26話ずつ2枚に分けて収録している。特典映像として、次番組である『アルプスの少女ハイジ』の新番組予告編も収録している。